# Il était une fois un flic
Il était une fois un flic is een Frans-Italiaanse film van Georges Lautner die werd uitgebracht in 1972.
Het scenario is gebaseerd op de roman TTX 75 en famille van Richard Caron.

## Verhaal
Nice, 1971. Nadat een drugshandelaar werd neergeschoten vindt de politie een brief die bestemd is voor zijn broer. Daarin wordt de broer gevraagd zich met vrouw en kinderen te vestigen aan de Côte d'Azur. Daarop besluit commissaris Campana van de drugsbrigade de identiteit van die broer aan te nemen en zo in de drugsorganisatie te infiltreren. De alleenstaande Campana heeft alleen nog een gezin nodig om geloofwaardig over te komen. Samenleven met zijn kersverse familie loopt echter niet van een leien dakje en dit hindert hem in zijn opdracht.

## Rolverdeling
| Acteur              | Personage                                                     |
| ------------------- | ------------------------------------------------------------- |
| Michel Constantin   | commissaris Campana/Louis Lopez                               |
| Mireille Darc       | Christine/Françoise                                           |
| Michael Lonsdale    | commissaris Lucas                                             |
| Venantino Venantini | Felice, de moordenaar                                         |
| Henri Guybet        | een inspecteur van de Gerechtelijke Politie                   |
| Jean-Jacques Moreau | een inspecteur van de Gerechtelijke Politie                   |
| Daniel Ivernel      | Ligmann                                                       |
| Robert Dalban       | commissaris Chauvet                                           |
| Robert Castel       | Rodriguez, een man van Manoni                                 |
| Alain Delon         | de man die Rodriguez zoekt op de verkeerde verdieping (cameo) |